# Gotha T4-62
Gotha T4-62 – typ silnikowych, czteroosiowych, wysokopodłogowych wagonów tramwajowych, wytwarzanych na początku lat 60. XX wieku w zakładach Gothaer Waggonfabrik dla systemów tramwajowych w Berlinie, Dreźnie i Magdeburgu. Wraz z wagonami silnikowymi produkowano także doczepy bierne typu B4-61.

## Konstrukcja
T4-62/B4-62 to czteroosiowe, jednokierunkowe wagony tramwajowe. Po prawej stronie nadwozia umieszczono troje drzwi harmonijkowych, przy czym środkowe i tylne są dwuczęściowe, a przednie jednoczęściowe. Wewnątrz tramwaju silnikowego do dyspozycji pasażerów jest 26 miejsc siedzących, natomiast w doczepie 28. Każdy z dwuosiowych wózków w wagonie silnikowym napędzany jest dwoma silnikami.

## Dostawy
| Państwo        | Miasto         | Typ            | Lata dostaw    | Liczba | Numery taborowe |       |
| -------------- | -------------- | -------------- | -------------- | ------ | --------------- | ----- |
| NRD            | Berlin         | EDT58          | 1958           | 1      | 8002            | [ 1 ] |
| NRD            | Berlin         | EDB58          | 1958           | 1      | 3002            | [ 1 ] |
| NRD            | Berlin         | T4-62          | 1962–1964      | 32     | 8003–8034       | [ 1 ] |
| NRD            | Berlin         | B4-61          | 1961–1964      | 88     | 3003–3090       | [ 1 ] |
| NRD            | Drezno         | T4-62          | 1962–1963      | 19     | 1731–1749       | [ 1 ] |
| NRD            | Drezno         | B4-61          | 1962–1963      | 19     | 2001–2019       | [ 1 ] |
| NRD            | Magdeburg      | T4-62          | 1962–1964      | 14     | 431–444         | [ 1 ] |
| NRD            | Magdeburg      | B4-61          | 1962–1964      | 14     | 561–574         | [ 1 ] |
| Łączna liczba: | Łączna liczba: | Łączna liczba: | Łączna liczba: | 188    |                 |       |

## Eksploatacja
Pierwszy prototyp dostarczono w 1958 r. do Berlina. W 1970 r. drezdeńskie i magdeburskie wagony sprzedano do Berlina, gdzie pozostawały w regularnej eksploatacji do 1996 r. Do dziś zachował się skład T4-62+B4-61 w Magdeburgu oraz dwa wagony silnikowe i jeden doczepny w Berlinie, w tym prototyp z 1958 r. Jeden wagon silnikowy ustawiono przy wejściu do muzeum kolei i techniki w Prorze na Rugii.